# Wajib
Wajib é um filme de drama palestino de 2017 dirigido e escrito por Annemarie Jacir. Foi selecionado como representante de seu país ao Oscar de melhor filme estrangeiro em 2018.

## Elenco
- Mohammad Bakri - Abu Shadi
- Saleh Bakri - Shadi
- Maria Zreik - Amal